# Stoenești, Prahova
Stoenești este un sat în comuna Ariceștii Rahtivani din județul Prahova, Muntenia, România.
O denumire mai veche a localității era aceea de Țigănești-Stoenești.
Un hrisov ieșit din cancelaria lui Neagoe Basarab, la 17 octombrie 1515-1517, întărea spătarului Dan, stolnicul Pârvu și un oarecare Bârcă, "jumătate din satul Stoenești, cu moară", în urma unei judecăți avute cu sulgerul Simca din Șitoaia, fratele postelnicului Marcea care era cumnat cu domnul.
Satul Stoenești reapare amintit într-un hrisov din 15 iunie 1603, când Radu Ștefan întărește marelui logofăt Stoica din Strâmba, fost dregător de seamă a lui Mihai Viteazul, sol al acestuia la împăratul Rudolf al II-lea, "ocină la Stoenești, la gura Prahovei, cumpărat de la Boga din Pietroșani, cu 5000 de aspri".
După unele documente reiese că Stoica era apreciat ca fiind unul dintre boierii însemnați ai Țării Românești, care urmau să primească daruri, în toamna anului 1601, din partea împăratului Rudolf, ca în 1602, când boierii l-au vrut ca domn, a refuzat această cinste, susținându-l pe Radu Șerban, pe care l-a urmat apoi în pribegie. Acest Stoica, cumpăra în vara anului 1604, o noua ocină la Stoenești, de la un oarecare Danciu, pentru suma de 5000 de aspri.
La 2 iulie 1609, Radu Ștefan întărea marelui logofăt Lupu din Măgureni o ocină la Stoeneștii de Jos de la Prahova, cumpărată de Danciu, "pe vreme de mare foame", cu 2500 de aspri, apoi dăruită fiicei sale vitrege Maria. Localitatea apare destul de des în documentele secolului XVII. Astfel, la 29 iulie 1612, un hrisov dat de Radu Mihnea întărea marelui postelnic Fotea, cel căsătorit cu Stana din Brâncoveni, sora marelui vornic Preda Brâncoveanu, iar la 15 ianuarie 1613, ocine "cu rumâni aflați acolo și cu cei fugiți".

La 29 noiembrie 1616, ne reîntâlnim cu boier Stoica din Strâmba, de astă dată etichetat drept fost mare logofăt, căruia Alexandru Iliaș îi întărea o ocină cu vecini în Stoeneștii de Sus-Prahova.
 Acest articol despre o localitate din județul Prahova este deocamdată un ciot. Puteți ajuta Wikipedia prin completarea lui.

1. ↑  Apostol, Mihai (2004). Dicționar istoric al județului Prahova. Ploiești - Mileniul III. p. 189.
2. ↑  Documenta Romaniae Historica, B. Țara Românească, 11 vol., vol. II. Ed. Academiei Române. 1965. p. 278-280.
3. ↑  Documente privind Istoria României, B. Țara Românească, sec. XVII, vol. 1. Ed. Academiei Române. 1950. p. 92-93.
4. ↑  Documente privind Istoria României, B. Țara Românească, sec. XVII, vol. 1. Ed. Academiei Române. 1950. p. 137-138.
5. ↑  Documente privind Istoria României, B. Țara Românească, sec. XVII, vol. 2. Ed. Academiei Române. 1950. p. 91-92.
6. ↑  Documente privind Istoria României, B. Țara Românească, sec. XVII, vol. 2. Ed. Academiei Române. 1950. p. 138-139.
7. ↑  Documente privind Istoria României, B. Țara Românească, sec. XVII, vol. 3. Ed. Academiei Române. 1950. p. 57-58.